# Methanoregula
Genre
Espèces de rang inférieur
- Methanoregula boonei
- Methanoregula formicica

Methanoregula est un genre d'archées méthanogènes de l'ordre des Methanomicrobiales.